# Монтолон, Шарль-Тристан
Маркиз Шарль-Тристан де Монтолон (фр. Charles-Tristan de Montholon; 21 июля 1783 — 21 августа 1853) — адъютант Наполеона I, последовал за низложенным императором на остров Святой Елены. Граф Империи (28.05.1809), генерал-майор (1814).

## Биография
Родился в семье полковника драгунского полка, после смерти отца его мать вышла замуж за дипломата маркиза де Семонвилля, который в 1793 году, отправляясь с дипломатической миссией в Константинополь, взял приёмного сына с собой. В Новате-Медзола они были захвачены австрийцами, при этом Монтолон был ранен, защищая отчима. Они содержались в тюрьме Куфштейна до обмена в 1795 году на Марию-Терезу Французскую в 1795 году.
7 октября 1799 года Монтолон поступил на военную службу с назначением в инженерный корпус Итальянской Армии генерала Шампионне, с 30 мая 1800 года — лейтенант, адъютант командующего Батавской Армии генерала Ожеро, с 3 ноября 1801 года — капитан, 30 декабря 1802 года — адъютант генерала Клейна, с 12 мая 1803 года — адъютант генерала Макдональда.
В составе штаба Великой Армии участвовал в кампаниях 1805, 1806 и 1807 годов, 14 октября 1806 года был тяжело ранен в сражении при Йене, где в составе 2-й кавалерийской бригады генерала Кольбера-Шабане участвовал в прорыве прусского каре, с 9 января 1807 года — шеф эскадрона 15-го полка конных егерей, отличился в сражении 10 июня 1807 года при Гейльсберге, где спас батальоны дивизии генерала Савари, опрокинутые русской кавалерией, с 6 сентября 1807 года исполнял обязанности адъютанта маршала Бертье.
В 1808 году сопровождал Бертье в Испанию, командовал гвардейскими моряками при штурме Мадрида, где захватил арсенал — последний оплот повстанцев, участвовал в Австрийской кампании 1809 года в качестве камергера Наполеона, 22 апреля 1809 года в сражении при Экмюле возглавил атаку вюртембергской кавалерии и был ранен, с 13 мая 1809 года — штабной полковник (adjudant-commandant), 6 июля 1809 года сражался при Ваграме.
С 5 декабря 1811 года по 10 апреля 1813 года занимал пост французского посланника при дворе Великого герцога Вюрцбургского.
В 1812 году Монтолон женился на дважды разведённой Альбине де Вассал. Из-за этого брака император сместил Монтолона с должности посланника при герцоге Вюрцбургском.
С началом Французской кампании 1814 года Монтолон возвратился в действующую армию и 2 марта 1814 года был назначен командующим департамента Луары, с 25 марта до 17 апреля 1814 году руководил обороной департамента от австрийских войск, после отречения Наполеона передал командование своему заместителю и отправился в Фонтенбло, где предложил Наполеону свой план разгрома войск вторжения, но Наполеон отверг этот план, не желая гражданской войны.
После сражения при Ватерлоо Монтолон, несмотря на то, что его тесть был близок к графу д’Артуа, снова примкнул к сторонникам императора. Был избран Наполеоном наряду с офицерами Бертраном, Гурго, Лас Казом для сопровождения на остров Св. Елены. Наполеон назначил его своим душеприказчиком и завещал часть своих бумаг. Монтолон вернулся с острова Св. Елены в 1821 году. Вместе с бароном Гурго издал «Memoires pour servir a l’histoire de Franse sous Napoleon escrits a St.Helene sous sa dictee» (Париж, 1822—1825). В 1840 году поступил на службу к Луи-Наполеону Бонапарту. В августе 1840 года возглавил Булонскую экспедицию будущего императора. Арестован, предан суду, приговорён к 20-летнему заключению. Освобождён в 1846 году. После революции 1848 года избран в Законодательное собрание.
Кавалер ордена Святого Людовика, офицер ордена Почётного легиона.
Был женат на Альбине де Монтолон, предположительно любовницы Наполеона на острове Святой Елены, родившей там от Наполеона (?) 18 июня 1816 года дочь Елену. После смерти жены в 1848 году Монтолон женился на своей любовнице Катерине О’Хара, от которой имел сына Шарля Жана Тристана (1843-1899).
От Альбины де Монтолон имел 3-х сыновей - Наполеона Шарля Тристана де Монтолона (родился в декабре 1809 года), Тристана Шарля Франсуа Наполеона де Монтолон-Семонвиля (родился 3 октября 1810 года), Шарля Фредерика де Монтолон-Семонвиля (родился 27 ноября 1814 года).

## Версия смерти Наполеона
В 50-х годах XX века шведский врач-стоматолог Стен Форсхуфвуд предположил, что Наполеон был отравлен. Он проверил волосы из прядей, которые дарил низложенный император различным лицам в 1814—1821 годах, сопоставил свидетельства очевидцев о жизни Наполеона на острове и его последних днях и пришёл к выводу, что Наполеон, пребывая на Святой Елене постоянно получал мышьяк. По версии Форсхувуда, отравитель проживал непосредственно в доме Наполеона, его подозрение пало на Монтолона. Однако позднее выводы Форсхувуда были оспорены.

## Образ в кинематографе
- «Наполеон на острове Святой Елены[нем.]» (немой, Германия, 1929) — актёр Лутц Альтшул[нем.]
- «Святая Елена, маленький остров[итал.]» (Италия, 1943) — актёр Марио Бриззолари[итал.]
- «Наполеон: путь к вершине» (Франция, Италия, 1955), режиссёр Саша Гитри. В роли Монтолона … актёр Жан Маре
- «Наполеон II Орлёнок[фр.]» (Франция, 1961) — актёр Жан Маре
- Роль Монтолона в польско-французском историческом художественном фильме «Узник Европы», снятом в 1989 году режиссёром Ежи Кавалеровичем по одноименной повести Юлиуша Данковского, сыграл актер Франсуа Берлеан.